# Quercus acrodonta
Quercus acrodonta é uma espécie de planta com flor pertencente à família Fagaceae, sendo uma das representantes do gênero Quercus, conhecidas popularmente como carvalhos. Sendo uma representante da seção Ilex do subg. Cerris, que inclui espécies eurasianas, é endêmica do sudeste da China Continental. Pode ser tipicamente encontrada crescendo em vales e em montanhas entre 300 a 2.000 metros acima do nível do mar. É uma planta perene, ocasionalmente vista no estado arbustivo, atingindo 15 metros, muitas das quais suas estruturas estão cobertas em uma casca amarelada-cinzenta.

## Descrição
Pode atingir até 15 metros de altura, sendo uma árvore ou um arbusto de grande porte. De casca acinzentada, fissurada nas plantas que atingiram maturidade sexual. Rebentos jovens densamente cobertos por um tricoma amarelo-acinzentado, tornando-se glabros com a idade. Possui folhas persistentes, coriáceas (que possuem aparência de couro), verde-escuras brilhantes na parte superior com até onze nervuras de cada lado, até 6 por 2,5 cm, elípticas a obovadas, arredondadas ou ligeiramente cordadas na base, ápice pontiagudo terminando em dente pontiagudo, com até oito dentes pontiagudos em cada lado variando desde a maior parte da margem até apenas perto do ápice. Glabro na parte superior quando maduro, densamente coberto na parte inferior por um tomento amarelo-acinzentado que obscurece as nervuras laterais. Pecíolo densamente tomentoso, com até 5 mm de comprimento. Infrutescência quase séssil com até duas cúpulas. Cálice hemisférico, até 8 por 15 mm, escamas tomentosas com ápice vermelho. Bolotas elipsóides-oblongas, de 2 a 1,2 cm, tomentosas no ápice e cerca de metade encerradas na taça, amadurecendo no primeiro ano.